# Electra zhoushanica
Electra zhoushanica is een mosdiertjessoort uit de familie van de Electridae. De wetenschappelijke naam van de soort is voor het eerst geldig gepubliceerd in 1988 door Wang.